# フィアレスレコーズ
フィアレスレコーズ(FEARLESS RECORDS)は、かつて存在した音楽プロデューサー、MONDO GROSSOこと大沢伸一による日本のレコードレーベルである。レコード会社、Sony Music Associated Recordsのレーベルのうちの一つであった。

## 概要
- 1999年、大沢伸一が、レコード会社をフォーライフ・レコードからSony Music Associated Recordsに移籍し、自身のレーベルであるREALEYESを設立したのがFEARLESS RECORDSの前身となる。
- 2004年冬、大沢伸一がREALEYESのレーベルの名称をFEARLESS RECORDSに改名。同年の11月から翌年1月に渡り同レーベルの発足を記念して、「SHINICHI OSAWA presents FEARLESS in～（～には地名が入る） FEARLESS RECORDS LAUNCH PARTY」と題したツアーが、札幌から福岡まで日本主要8都市において決行された。また同じく同年12月8日に、レーベル第一弾アーティストとして信近エリがデビュー。デビュー曲の「lights」は、PlayStation Portableのパズルゲーム、「LUMINES―音と光の電飾パズル」のテーマ曲としてタイアップされた。同ゲームには大沢伸一が楽曲提供という形で参加している。
- 2006年の夏ごろ、大沢がエイベックスに移籍し、MONDO GROSSOの活動は休止しレーベルも運営終了となった。

## 所属アーティスト
- MONDO GROSSO
- 信近エリ

## リリース曲一覧

### 信近エリ
- Lights （アナログ盤） （2004年）
- Lights （2004年）
- Voice （2005年）
- Voice （アナログ盤）（2005年）
- Sketch for Summer （2005年）
- Sketch for Summer （アナログ盤） （2005年）
- 鼓動 （2005年）
- 鼓動 （アナログ盤） （2005年）
- nobuchikaeri （2005年）
- nobuchikaeri.rx （2006年）
- nobuchikaeri.rx01 （アナログ盤） （2006年）
- nobuchikaeri.rx02 （アナログ盤） （2006年）
- nobuchikaeri.rx03 （アナログ盤） （2006年）
- 夢のかけら （2006年）

### オムニバス・その他
- KITSUNE FUR （2005年）
- FEARLESS 4/4 ROCKERS　mixed by Shinichi Osawa （2005年）